# Briefmarken-Jahrgang 1951 der Deutschen Post Berlin
Der Briefmarken-Jahrgang 1951 der Deutschen Post Berlin umfasste 13 Sondermarken. In diesem Jahr wurden in Berlin keine Dauermarken herausgegeben.
Der Nennwert der Marken betrug 2,60 DM; dazu kamen 0,05 DM als Zuschlag für wohltätige Zwecke.

## Liste der Ausgaben und Motive
Legende
- Bild: Eine bearbeitete Abbildung der genannten Marke. Das Verhältnis der Größe der Briefmarken zueinander ist in diesem Artikel annähernd maßstabsgerecht dargestellt. Sollten keine Marken abgebildet sein, liegt es daran, dass das Urheberrecht des Künstlers noch nicht erloschen ist.
- Beschreibung: Eine Kurzbeschreibung des Motivs und/oder des Ausgabegrundes. Bei ausgegebenen Serien oder Blocks werden die zusammengehörigen Beschreibungen mit einer Markierung versehen eingerückt.
- Wert: Der Frankaturwert der einzelnen Marke in Pfennig. Ein „+“ bedeutet, dass es sich um eine Zuschlagsmarke handelt (= Frankaturwert + Spende).
- Ausgabedatum: Das Datum des erstmaligen Verkaufs dieser Briefmarke.
- Gültig bis: Das Datum, an dem die Gültigkeit endete.
- Auflage: Soweit bekannt, wird hier die zum Verkauf angebotene Anzahl dieser Ausgabe angegeben.
- Entwurf: Soweit bekannt, wird hier angegeben, von wem der Entwurf dieser Marke stammt.
- Mi.-Nr.: Diese Briefmarke wird im Michel-Katalog unter der entsprechenden Nummer gelistet.

| Sondermarken |                                                                                             |                  |                       |                   |           |              |         |
| Bild         | Beschreibung                                                                                | Werte in Pfennig | Ausgabe- datum (1951) | gültig bis        | Auflage   | Entwurf      | Mi.-Nr. |
|              | 100. Todestag von Albert Lortzing (1801–1851) - Komponist, Schauspieler und Dirigent        | 20               | 22. April             | 31. Dezember 1953 | 500.000   | Leon Schnell | 74      |
|              | Einweihung der Freiheitsglocke im Rathaus Schöneberg - Freiheitsglocke (I), Klöppel links   | 5                | 6. August             | 31. Dezember 1955 | 500.000   | Leon Schnell | 75      |
|              | - Freiheitsglocke (I), Klöppel links                                                        | 10               | 1. Mai                | 31. Dezember 1955 | 500.000   | Leon Schnell | 76      |
|              | - Freiheitsglocke (I), Klöppel links                                                        | 20               | 6. August             | 31. Dezember 1955 | 500.000   | Leon Schnell | 77      |
|              | - Freiheitsglocke (I), Klöppel links                                                        | 30               | 1. Mai                | 31. Dezember 1955 | 250.000   | Leon Schnell | 78      |
|              | - Freiheitsglocke (I), Klöppel links                                                        | 40               | 6. August             | 31. Dezember 1955 | 250.000   | Leon Schnell | 79      |
|              | Tag der Briefmarke - Kinder mit Lupe vor Briefmarkenalbum und Weltglobus Zuschlagmarke      | 10+3             | 7. Oktober            | 31. Dezember 1954 | 514.000   | Leon Schnell | 80      |
|              | - Kinder mit Lupe vor Briefmarkenalbum und Weltglobus Zuschlagmarke                         | 20+2             | 7. Oktober            | 31. Dezember 1954 | 506.000   | Leon Schnell | 81      |
|              | Einweihung der Freiheitsglocke im Rathaus Schöneberg - Freiheitsglocke (II), Klöppel rechts | 5                | 27. Januar 1952       | 31. Dezember 1955 | 1.000.000 | Leon Schnell | 82      |
|              | - Freiheitsglocke (II), Klöppel rechts                                                      | 10               | 23. Dezember          | 31. Dezember 1955 | 1.000.000 | Leon Schnell | 83      |
|              | - Freiheitsglocke (II), Klöppel rechts                                                      | 20               | 23. Dezember          | 31. Dezember 1955 | 1.000.000 | Leon Schnell | 84      |
|              | - Freiheitsglocke (II), Klöppel rechts                                                      | 30               | 27. Januar 1952       | 31. Dezember 1955 | 1.000.000 | Leon Schnell | 85      |
|              | - Freiheitsglocke (II), Klöppel rechts                                                      | 40               | 27. Januar 1952       | 31. Dezember 1955 | 1.000.000 | Leon Schnell | 86      |